# Ernst van Schaumburg
Ernst van Schaumburg (Bückeburg, 24 september 1569 - Bückeburg, 17 januari 1622) was graaf van Schaumburg en Holstein-Pinneberg van 1601 tot 1622. Hij was een zoon van Otto IV van Schaumburg uit diens tweede huwelijk met Elisabeth Ursula van Brunswijk-Lüneburg.
Ernst is bekend geworden als een van de belangrijkste heersers van Schaumburg. Hij trad op als kunstmecenas, hervormde het bestuur, verbeterde de economie van zijn landen en liet in Rinteln een universiteit oprichten. Daarnaast verplaatste hij de grafelijke residentie van Schaumburg van Stadthagen naar Bückeburg, dat hij grotendeels in vroegbarokke stijl liet herbouwen. In Stadthagen liet hij zijn mausoleum bouwen met beelden van Adriaen de Vries.

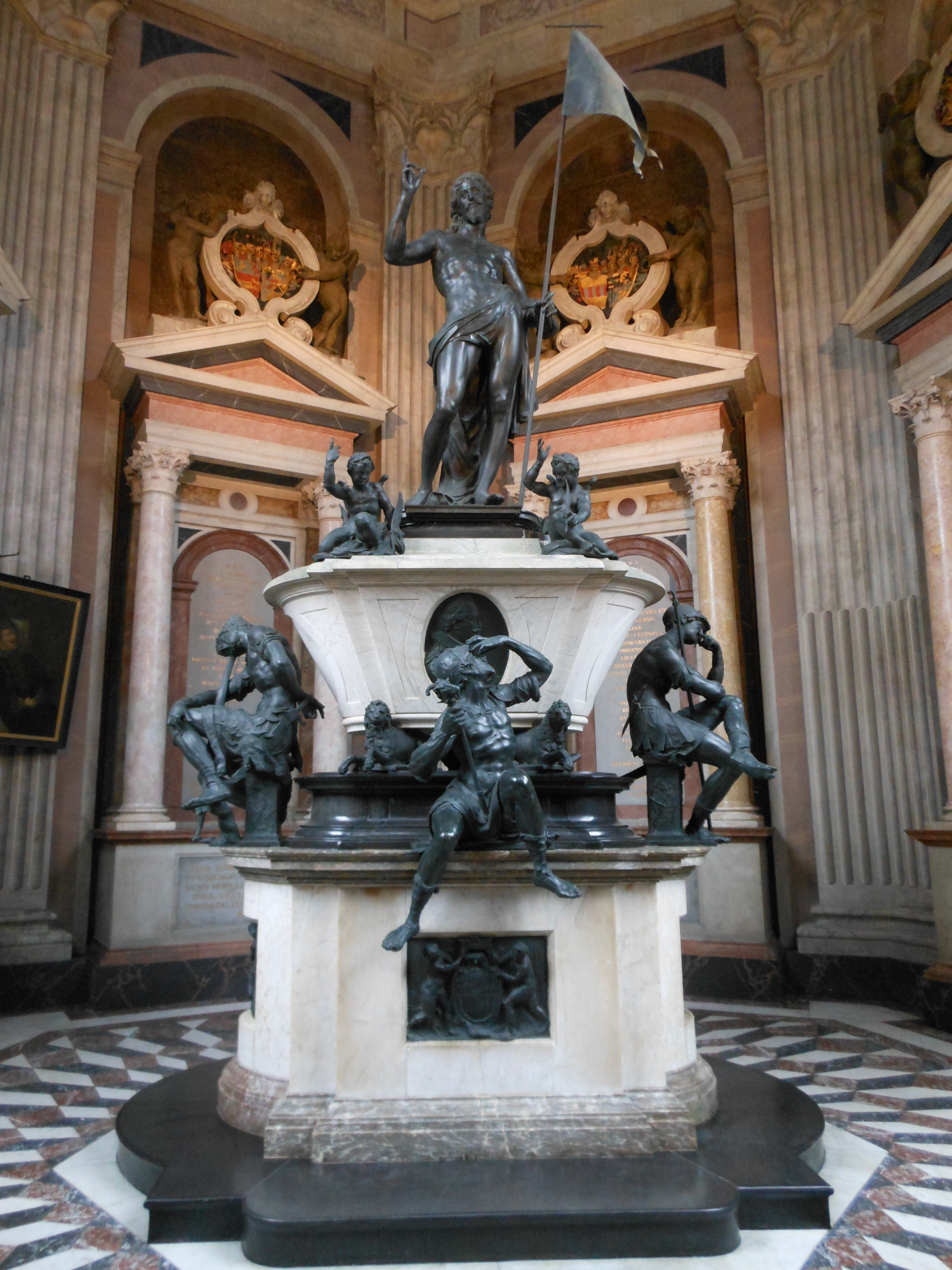
Graf- en Verrijzenismonument van Adriaen de Vries in het Fürstliches Mausoleum in Stadthagen